# Zsuzsanna Jakab
Zsuzsanna Jakab (Ungheria, 17 maggio 1951) è il Direttore dell'ufficio regionale per l'Europa dell'Organizzazione mondiale della sanità, con sede a Copenaghen, Danimarca.

## Biografia
Prima della sua nomina nel 2010 a Direttore dell'OMS Europa, la Jakab è stata tra il 2002 e il 2005 Sottosegretario di Stato della Sanità, affari sociali e familiari, nel governo ungherese,  dove ha gestito per l'adesione all'Unione europea del paese nel settore della sanità pubblica, e dal 2005 al 2010 è stata al vertice del Centro europeo per la prevenzione e il controllo delle malattie(ECDC) con sede a Stoccolma, Svezia.